# Tej

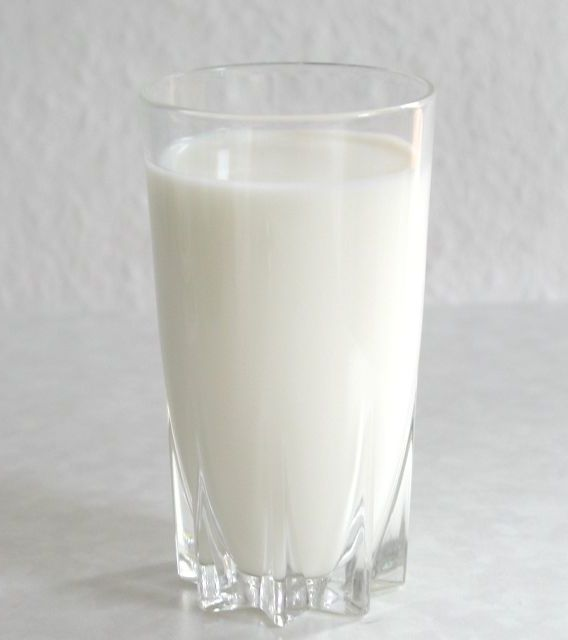
Egy pohár tehéntej

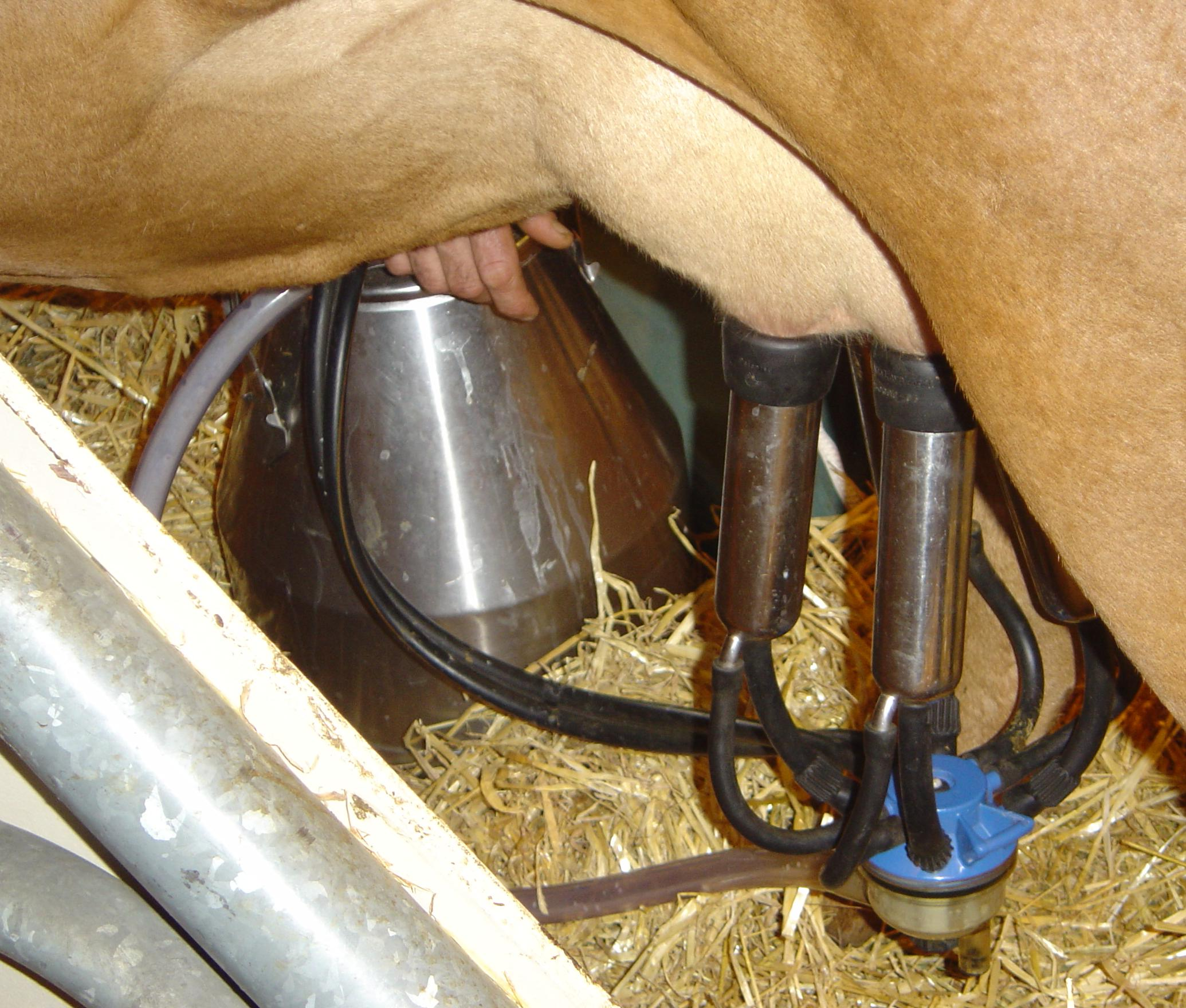
Tehén gépi fejése

A tej a nőstény emlős állatok tejmirigyeinek (emlőinek) időszakosan kiválasztott váladéka, amely az utód(ok) táplálására szolgál a születés utáni időszakban. A szarvasmarha, juh, kecske, bivaly, szamár, ló és teve teje emberi fogyasztásra alkalmas. A tej hőkezelés nélkül, nyerstejként (folyadék formájában) is fogyasztható, míg hőkezelt és hőkezelés nélküli formában számos tejtermék alapanyaga, úgymint savanyú tejtermékek (joghurt, tejföl, kefir, probiotikus termékek), sajtfélék (túrófélék, oltós alvasztású sajtok, mint pl. a trappista, vegyes alvasztású sajtok (pl. a krémfehérsajt), vaj. Tej fogyasztása nem ajánlott laktózérzékenység, tejallergia, fenilketonuria stb. esetén.
Magyarországon a 1/2003. (I. 8.) FVM-ESzCsM együttes rendelet rendelkezik a nyers tej, a hőkezelt tej és a tejalapú termékek előállításának, forgalomba hozatalának élelmiszer-higiéniai feltételeiről.
Vegán alternatívája a növényi tej.

## A tej szó használata nem állati eredetű élelmiszerekre
A köznyelvben és az élelmiszerek termékpalettáján léteznek a kereskedelmi forgalomban is kapható, a tejhez hasonló állagú és felhasználású, növényi alapanyagból készült, növényi tejnek nevezett termékek, mint pl. a „szójatej”, „rizstej”, „kókusztej”, illetve más, növények által kiválasztott tejnedv is, amely lehet fogyasztásra alkalmas, de mérgező is. Mindenesetre ezeket nem szabad összekeverni semmilyen szempontból az állati eredetű tejekkel, noha némelyikükből hasonló kinézetű termék készülhet mint az eredeti tejekből. Ugyancsak fontos tudni, hogy a termékhamisítás elkerülését is célozzák azok a szigorú előírások, amelyek a termékek megnevezését a Magyar Élelmiszerkönyvben szabályozzák, így az eredeti tej összetételének, értéknek védelmében a feldolgozók által jelentősen módosított tejösszetétel esetén nem nevezhetik tejnek a terméket. Erre kiváló példa az úgynevezett reggeli ital, amelynek körülbelül fele valóban tej, másik része pedig valamilyen egyéb, de a tejből származó köztes termék, mint például a tej ultraszűrése során keletkező, tejcukorban és oldott ásványi sókban gazdag permeátum.
2017 júniusában az Európai Bíróság döntött: csak az állati eredetű tejtermékeket szabad tejterméknek hívni.

„A „tej” kizárólag az egy vagy több fejésből nyert rendes tőgyváladékot jelenti, az ahhoz történő hozzáadás vagy abból történő kivonás nélkül.
Emellett maradhat a tej neve, ha összetételének megváltoztatása nélkül kezelték, vagy szabványosították a zsírtartalmát. Az se baj, ha másmilyen állatból, például kecskéből származik, csak jelezni kell, milyenből. A rendelet viszont gyakorlatilag kizárja, hogy a növényi alapú termékeket tejnek hívhassák. A tejtermékekre, például a vajra, a sajtra vagy a joghurtra hasonlóan szigorú a szabály.”

 A tiltás alá esik pl. a „szójatej”.

## A tej összetétele
| Energia 60 kcal 250 kJ |        |
| Szénhidrátok | 5.2 g  |
| - Cukrok 5.2 g |        |
| - Laktóz 5.2 g |        |
| Zsír | 3.25 g |
| - telített 1.9 g |        |
| - egyszeresen telítetlen 0.8 g |        |
| - többszörösen telítetlen 0.2 g |        |
| Fehérje | 3.2 g  |
| Víz | 88 g   |
| A-vitamin ekviv. 28 μg | 4%     |
| Tiamin (B1-vitamin) 0.04 mg | 3%     |
| Riboflavin (B2-vitamin) 0.18 mg | 15%    |
| B12-vitamin 0.44 μg | 18%    |
| D-vitamin 40 NE | 7%     |
| Kalcium 113 mg | 11%    |
| Magnézium 10 mg | 3%     |
| Kálium 143 mg | 3%     |
| 100 ml megfelel 103 g-nak. A százalékos értékek az amerikai felnőttek számára javasolt napi mennyiségre (RDA) vonatkoznak. Forrás: USDA tápanyag adatbázis |        |

A tej összetevőinek aránya jelentősen függ attól, hogy milyen állattól származik. 1 liter tehéntej tápértéke 620 kalória. Átlagos összetétele: 87,9% víz és 12,1% szárazanyag.
- Tejzsír, melyet különválasztva tejszínként ismerünk, amelyből köpüléssel a vaj készül. Túlnyomórészt trigliceridekből áll és a tejben igen apró, emulgeált zsírgolyócskák formájában található – ez az egyik oka annak, hogy igen jól emészthető.
- Tejfehérje: döntően két frakció, a kazeinfehérjék, és a savófehérjék alkotják. Arányuk kb. 79, illetve 21%.
- Tejcukor, laktóz: diszacharid, amely egy glükóz és egy galaktóz komponensből (monoszacharidok) áll. Elősegíti az ásványi anyagok (kalcium, magnézium, foszfor) felszívódását, és a belőle képződő tejsav – a szükséges pH biztosításán keresztül – gátolja a káros bélbaktériumok elszaporodását a vastagbélben. Azoknál az embereknél, akiknél hiányzik a tejcukor lebontását végző enzim, a laktáz, a tejcukor hasmenést, rosszullétet okoz. Ezeknek az enzimeknek a mennyisége sok ember esetében az életkor előrehaladtával csökken, sőt vannak, akiknél egyáltalán nem képződik. Mivel a kevés, vagy hiányzó enzim a tejcukrot a bélben nem, vagy csak hiányosan bontja le, az ilyen embereknél különböző tünetek jelentkeznek. Ez a jelenség a laktózérzékenység (laktózintolerancia). A laktózérzékeny emberek többségénél a csökkentett tejcukortartalom nem okoz tüneteket, így pl. joghurtot, vagy kemény sajtokat probléma nélkül fogyaszthatnak. Súlyosabb esetben nem szabad semmilyen tejcukortartalmú élelmiszert fogyasztani (tejtermékek, tejcsoki, fagylalt, egyes táplálék-kiegészítők stb.). Nekik egy külön eljárással, a tejcukor előzetes, enzimes bontásával lehet laktózmentes tejtermékeket előállítani.
- Vitaminok: B2-vitamin, B12-vitamin, B6-vitamin

Ásványi anyagok: Jelentős a kalcium- (Ca), foszfor- (P) és szelén- (Se) tartalma.

## Tejipari termékek

### Fogyasztási tejek
- Tej. Többnyire műanyag zacskóban, papírdobozban vagy műanyag palackban, hőkezelten, változó zsírtartalommal kerül forgalomba.
- Laktózmentes tej: a tejcukrot (laktózt) megemészteni képtelen fogyasztóknak készül laktáz enzim hozzáadásával.
- Diétás tej: kevés a cukor- és zsírtartalma.

### Tartósított termékek
- A sűrített tejet cukrozva, tubusban vagy dobozokban árusítják. Összes szárazanyag-tartalma 70%, cukortartalma 42%.
- A tejpor vákuumos porlasztó szárítással készülő, púderszerű anyag. A zsíros tejpor zsírtartalma 26%, a sovány tejpor nem tartalmaz zsírt. A tejpornak vízben jól kell oldódnia.
- A laktokrém tejcukrot (laktózt) nem tartalmazó sűrített tej. Hígítva tejcukorra érzékenyek is fogyaszthatják.

### Tejkészítmények
- A tejszín édes ízű, a nyers tejből gépi fölözéssel (szeparálással) nyerik. A habtejszín 30%, a kávétejszín 16% zsírt tartalmaz.
- A tejföl édes tejszínből savanyítással készül. Csontfehér színű, aromásan savanyú ízű, jellegzetes szagú, homogén, sűrűn folyós készítmény. Zsírtartalma 16%.
- A tarhó juhtejből készül, és a birka gyomrával oltják be. Íze hasonlít a tejfölére és a sűrűbb joghurtéra.
- A joghurt kissé besűrített, 5% zsírtartalmú tejből egyedi baktériumkultúrával való beoltás és alvasztás után készül. Csontfehér színű, aromája jellegzetes, gazdagabb a közönséges aludttejénél. Kiváló étrendi hatású.
- A kefir tejből készül, különleges kefirkultúrával való beoltással. Kevés (kb. 1%) alkoholt és szénsavat is tartalmaz. Kocsonyás állagú, üdítő hatású ital.
- Az aludttej szobahőmérsékleten, külső beavatkozás nélkül a tejsavbaktériumok hatására megalvadó nyers tej. A tejzsír az aludttej tetejére kerül az állás közben – ez tulajdonképpen a tejszín.

### Tejtermékek
- A túró a lefölözött aludttej lassú melegítése után kicsapódó kazein. Leszűrése után puha, fehér darabkákból áll, sokféleképpen feldolgozható.
- A sajt lehet oltós alvasztású, ekkor tejből készül, a jellegének megfelelő kultúra hozzáadásával, enzimes alvasztással és rövidebb-hosszabb idejű érleléssel; lehet vegyes vagy savas alvasztású is, ez esetben pedig tejből, íróból, vagy sajtsavóból, esetleg ezek keverékéből készül többnyire hosszú idejű mikrobiológiai alvasztással, és vagy frissen, vagy rövid érlelés után fogyasztható.[3]
- A vaj a tejföltől elválasztott tejzsír. Szobahőmérsékleten szilárd, de nagyon puha, csontfehér anyag.
- Az író a vajgyártás mellékterméke, savanykás ízű, híg, tejhez hasonló színű folyadék. Kereskedelemben általában nem kapható.
- A tejsavó a túrókészítés mellékterméke, az íróhoz hasonlóan savanykás ízű, de azzal ellentétben opálosan átlátszó folyadék.
- A zsendice lágy, tejfölre hasonlító állagú, az ordakészítés köztes terméke. Forralással a tejsavóban található fehérjék apró "pelyhekben" kicsapódnak a tetején. Ezt a zsendicét leszűrve kapjuk meg az ordát.
- Az ordát főleg Erdélyben készítik. Édeskés íze van, sok vitamint tartalmaz. Esetleg különböző fűszereket (főleg kaprot) adnak hozzá.

## Összehasonlító táblázat
| Tej alkotórészeinek összehasonlítása | Tej alkotórészeinek összehasonlítása | Tej alkotórészeinek összehasonlítása | Tej alkotórészeinek összehasonlítása |
| Tej alkotórésze                      | Anyatej                              | Tehéntej                             | Kecsketej                            |
| ------------------------------------ | ------------------------------------ | ------------------------------------ | ------------------------------------ |
| Fehérje                              | 1,0                                  | 3,3                                  | 3,6                                  |
| Tejcukor                             | 6,9                                  | 4,7                                  | 4,5                                  |
| Ásványi anyag                        | 0,2                                  | 0,7                                  | 0,8                                  |
| Zsírmentes száraz anyag              | 8,1                                  | 8,7                                  | 8,9                                  |
| Zsír                                 | 4,4                                  | 3,7                                  | 4,1                                  |
| Száraz anyag                         | 12,5                                 | 12,4                                 | 13,0                                 |
| Energia (kcal/100 g)                 | 71                                   | 65                                   | 69                                   |

## Index
| Index az anyatejhez képest | Index az anyatejhez képest | Index az anyatejhez képest | Index az anyatejhez képest |
| -------------------------- | -------------------------- | -------------------------- | -------------------------- |
| Tej alkotórésze            | Anyatej                    | Tehéntej                   | Kecsketej                  |
| Fehérje                    | 1,0                        | 3,30                       | 3,6                        |
| Tejcukor                   | 1,0                        | 0,68                       | 0,65                       |
| Ásványi anyag              | 1,0                        | 3,50                       | 4,00                       |
| Zsírmentes száraz anyag    | 1,0                        | 0,2                        | 1,10                       |
| Zsír                       | 1,0                        | 0,84                       | 0,93                       |
| Száraz anyag               | 1,0                        | 0,99                       | 1,04                       |
| Energia (kcal/100 g)       | 0,99                       | 0,92                       | 0,97                       |

## A tehéntej egészségre gyakorolt hatásai
Csontritkulás (Oszteoporózis) – Egyes kutatások szerint a tej fogyasztásának semmi szerepe a csontritkulás megelőzésében.
Dr. Walter Willett és munkacsoportja 12 éven keresztül követte nyomon 77000 személy tejfogyasztását (Harvard Egyetem Yuébec). Nem tiltja a tejfogyasztást, de óvatosságra int. „A kalcium fogyasztása nélkülözhetetlen. Részét képezi az egészséges étrendnek és tudjuk, hogy segít csontjaink fejlődésében. Fontos kérdés azonban az, hogy mennyi kalciumra van szükségünk és milyen formában.”[forrás?]
Régóta ismert probléma a hasfájással, hasmenéssel, rosszulléttel járó, az emberiség háromnegyedét érintő laktózérzékenység: a feketék, az ázsiaiak szinte teljes egésze, az amerikai indiánok, a spanyolok és a fehérbőrűek 15%-a nem rendelkezik a laktóz megemésztéséhez szükséges enzimmel.

## Gazdasági jelentősége
A világgazdaságban évente 609 millió tonna tejterméket állítanak elő, amiből 80% tehéntej alapú. A legnagyobb tejtermelők: Amerikai Egyesült Államok, India, Oroszország. Az Európai Unióban 120 millió tonna tejet termelnek évente.
A nomád emberek életében a tej a legfontosabb alapanyag. Ebből állítják elő a sajtot, a joghurtot, a kefirt, ami életükhöz szükséges.
A rendelkezésre álló adatok szerint 2004-ben 520 millió tonna tehéntejet termeltek a világon. A legnagyobb tejtermelők:
| Ország | 2004 | 2011 | 2017 |
| ------ | ---- | ---- | ---- |
| USA    | 77,5 | 89,0 | 97,7 |
| IND    | 37,3 | 52,5 | 83,6 |
| GER    | 28,2 | 30,3 | 32,7 |
| RUS    | 31,9 | 31,4 | 30,9 |
| BRA    | 24,2 | 32,1 | 33,5 |
| FRA    | 24,4 | 24,5 | 24,4 |
| PRC    | 22,9 | 36,9 | 30,8 |
| NZL    | 15,0 | 17,9 | 21,4 |
| GBR    | 14,6 | 14,2 | 15,3 |
| UKR    | 13,4 | 10,8 | 10,3 |
| POL    | 11,8 | 12,4 | 13,7 |
| NED    | 10,9 | 11,6 | 14,3 |
| ITA    | 10,7 | 10,5 | 11,4 |
| AUS    | 10,1 | 9,1  | 8,8  |
| MEX    | 9,9  | 10,7 | 11,8 |
| TUR    | 9,6  | 13,8 | 18,8 |
| JPN    | 8,3  | 7,5  | 7,3  |
| PAK    | 8,7  | 12,9 | 16,1 |
| ARG    | 8,1  | 10,5 | 10,1 |
| UZB    | 4,2  | 6,7  | 10,0 |
| CAN    | 7,9  | 8,4  | 8,1  |
| IRL    | 5,3  | 5,5  | 7,5  |
| BLR    | 5.1  | 6,5  | 7,3  |
| COL    | 6,4  | 6,3  | 7,1  |
| ESP    | 6,4  | 6,5  | 7,0  |
| IRI    | 5,8  | 7,0  | 6,8  |
| DEN    | 4,6  | 4,9  | 5,6  |
| KAZ    | 4,5  | 5,2  | 5,5  |
|        |      |      |      |
| ROM    | 5,1  | 4,5  | 3,8  |
| HUN    | 1,9  | 1,7  | 1,9  |